# Marianów (powiat opatowski)
Marianów – wieś w Polsce położona w województwie świętokrzyskim, w powiecie opatowskim, w gminie Iwaniska.
| SIMC    | Nazwa      | Rodzaj    |
| ------- | ---------- | --------- |
| 0793940 | Łopacianka | część wsi |
| 0793957 | Młynki     | część wsi |

W latach 1954–1968 wieś należała i była siedzibą władz gromady Marianów, po jej zniesieniu w gromadzie Iwaniska. W latach 1975–1998 miejscowość należała administracyjnie do województwa tarnobrzeskiego.